# ブライトパス・バイオ
ブライトパス・バイオ株式会社 (英: BrightPath Biotherapeutics Co., Ltd.) は、福岡県久留米市に所在する本社を拠点とし、がん免疫治療薬の研究、開発、製造、販売を行う創薬ベンチャーである。

## 役員
- 代表取締役社長 - 永井健一
- 取締役 - 中村徳弘
- 取締役 - 山田亮
- 社外取締役 - 竹内弘高
- 社外監査役 - 岸野努
- 社外監査役 - 阿部武敏
- 社外監査役 - 山口芳泰

## 沿革
- 2003年5月 - 福岡県久留米市旭町67番地に株式会社グリーンペプタイド設立（資本金10,000千円）
- 2005年10月 - ITK-1の膠芽腫に対する第Ⅰ相臨床試験を開始
- 2006年
  - 1月 - ITK-1の去勢抵抗性前立腺がんに対する第Ⅰ相臨床試験を開始
  - 3月 -「テーラーメイド前立腺がんペプチドワクチンに関する新技術の開発」に関して、独立行政法人科学技術振興機構（JST）の「独創的シーズ展開事業」に採択
  - 12月 -「HLA-A24陽性術後放射線化学療法抵抗性の星細胞腫Grade3・4に対するテーラーメイド癌ペプチドワクチンの実用化研究」に関して、独立行政法人医薬品医療機器総合機構（PMDA）の「医薬品・医療機器実用化研究支援事業」に採択
- 2011年11月 - 富士フイルム株式会社とITK-1に関する独占的ライセンス契約を締結
- 2013年
  - 5月 -「グローバルに対応した薬剤選択型がんペプチドワクチン開発」に関して、独立行政法人新エネルギー・産業技術総合開発機構（NEDO）の「平成24年度イノベーション実用化ベンチャー支援事業」に採択
  - 6月 - ITK-1の去勢抵抗性前立腺がん患者に対する第Ⅲ相臨床試験を開始
- 2014年7月 -「グローバルに対応した薬剤選択型がんペプチドワクチン開発」に関して、NEDOの「平成25年度イノベーション実用化ベンチャー支援事業」に採択
- 2015年
  - 6月 - ITK-1の去勢抵抗性前立腺がん患者に対する第Ⅲ相臨床試験の中間解析の結果、最終解析における主要評価項目達成の見込みが一定以上あることが示され、効果安全性評価委員会が計画通りの試験継続を推奨
  - 10月 - GRN-1201のメラノーマ（悪性黒色腫）患者に対する米国での第Ⅰ相臨床試験を開始。東京証券取引所マザーズ上場
- 2017年
  - 1月 - GRN-1201の免疫チェックポイント阻害剤との併用による非小細胞肺がんに対する米国での第Ⅱ相臨床試験を開始
  - 7月 - ブライトパス・バイオ株式会社に商号変更
- 2019年8月 - 信州大学との間で固形がんCAR-T細胞療法の共同研究開発契約を締結